# Поднепровье

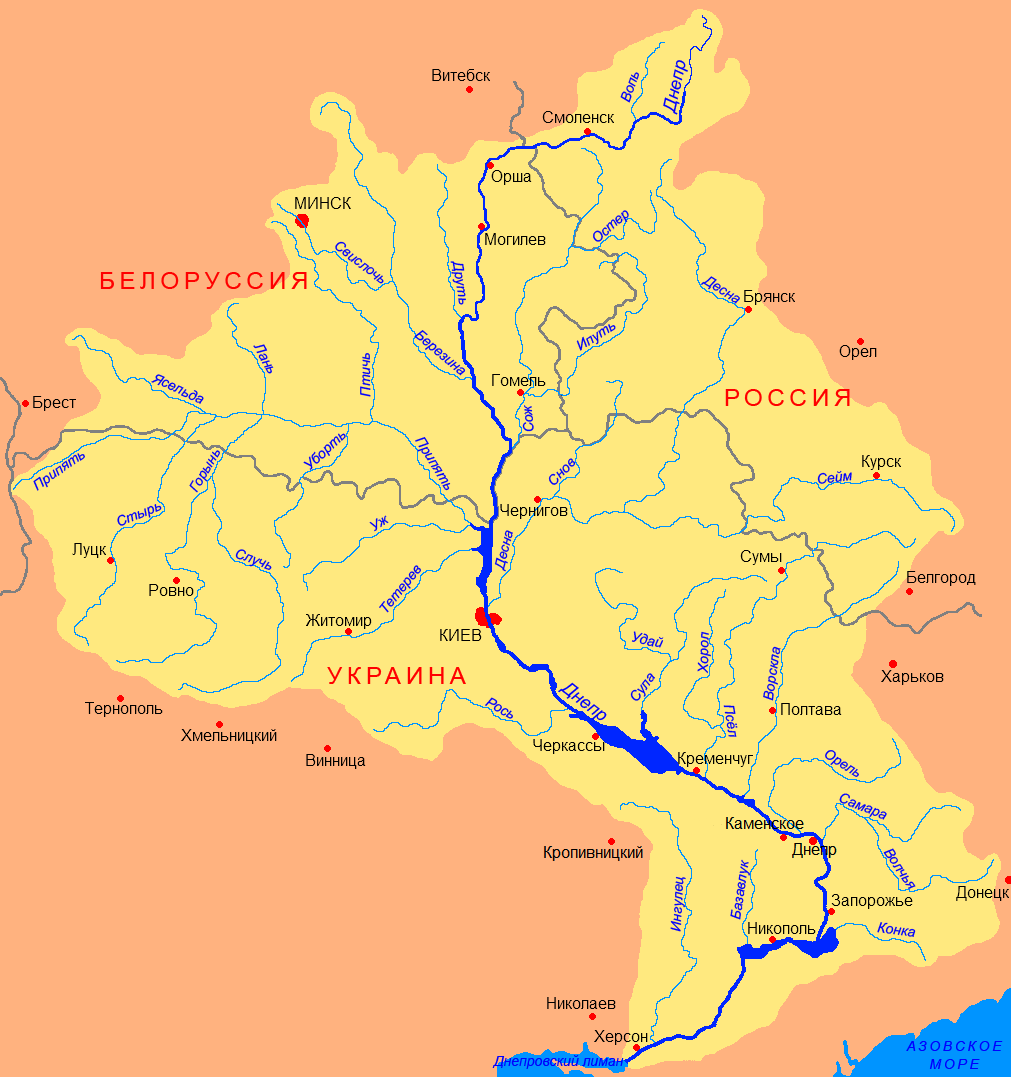
Бассейн Днепра.

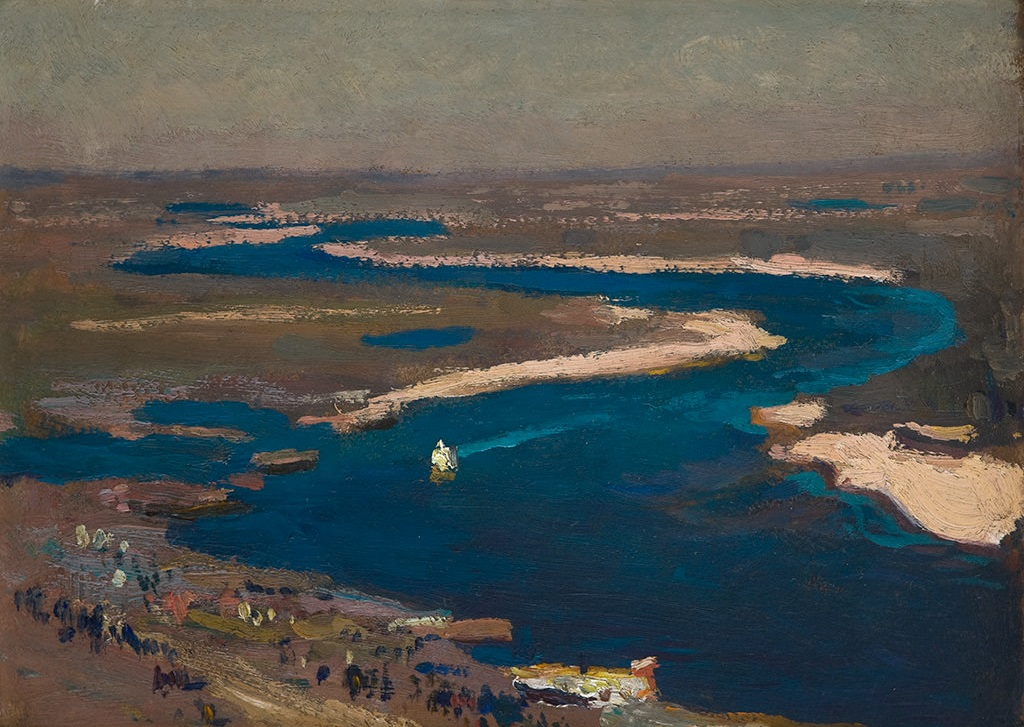
Днепр под Киевом. Ян Станиславский (1904 год)

Поднепровье (бел. Падняпроўе, укр. Подніпров’я или Наддніпрянщина) — историко-географический регион, примерно соответствующий бассейну реки Днепр.
Занимает земли по левую (Приднепровье) и правую (Заднепровье) стороны Днепра, лежащие в непосредственной долине Днепра и в долинах (бассейнах стока) малых и средних рек-притоков Днепра, а также соседствующие земли вдоль крупных притоков (Припять, Десна). Подразделяется на Верхнее Поднепровье, Среднее Поднепровье и Нижнее Поднепровье.
Это название зачастую употребляют в исторических и публицистических источниках для обозначения территорий Правобережной и Левобережной Украины; условный термин для обозначения той части украинских этнографических земель, которые входили в состав Руси, Российской империи и СССР (в частности, со времён Руины), впоследствии — Украинской Народной Республики (без ЗУНР), до 1991 года — в УССР.
Появление в Среднем Поднепровье в конце VII — первой половине VIII века целого комплекса женских украшений дунайского происхождения отражает приток групп славянского населения с территории Подунавья, осевших в этнически близкой им среде. В середине VIII века Среднее Поднепровье вновь испытывает потрясения, которые археологически зафиксированы появлением антских кладов II группы и распространением памятников волынцевского типа. В середине — второй половине VIII века остатки «Великой Болгарии» в Среднем Поднепровье, представленные пастырским кругом древностей всюду сменяются волынцевскими древностями, не будучи их преемниками и не сосуществуя. Битицкое городище заняло место потестарно-экономической «столицы», такое же, которое Пастырское городище занимало среди памятников пеньковской культуры. В первой трети IX века сгорели поселения волынцевской культуры на Старокиевской горе, Ходосовка I, Бучак, Столпяги и Обухов II.
Приток носителей лука-райковецкой культуры на левобережье Среднего Поднепровья достоверно отмечается по материалам роменской культуры не ранее IX века.
C cередины X века в Поднепровье стали работать мастера, изготовлявшие украшения на основе подунайских прототипов и с применением техник, привнесённых из Дунайского региона. Для Руси заимствования византийских традиций, во многом, шли не напрямую, а опосредованно, через Подунавье и Великую Моравию. Продвижение сюда в X веке западнославянского населения, принёсшего с собой традиции Подунайского ремесла, фиксируется и на других видах археологических источников (керамика, предметы конского снаряжения и т. д.). Срубная технология изготовления жилищ, построенных на Подоле, также могла быть принесена переселенцами из Великой Моравии. По своей структуре (детинец — предградье) и особенностям укреплений (вал, в основе которого деревянные клети, забитые землёй) древнерусский город повторяет устройство и характер укреплений городов Великой Моравии. По характеру и деталям погребальной обрядности ориентированные на запад древнейшие трупоположения в Среднем Поднепровье имеют прямые аналогии в раннехристианских памятниках на территории Великой Моравии в Поганьско (близ Бржецлава), Скалице, Старом месте, Микульчице, Стара-Коуржим, Колине и Желенках. Академик Б. Рыбаков считал, что большинство появившихся в IX—X веках в Среднем Поднепровье трупоположений являются результатом распространения на Руси христианства. С. С. Ширинский предложил считать раннехристианскими все ингумационные захоронения Среднего Поднепровья в IX—X веках.

## Подразделения
- Верхнее Поднепровье — долина Днепра от истока к устью Десны. На украинской части Верхнее Поднепровье входит в состав частично Черниговской и Киевской областей и граничит на западе с Западным Полесьем (Волынь) и на востоке — Подесеньем, Восточное Полесье (Черниговщина и Северщина). Территория Верхнего Поднепровья также занимает почти всю восточную часть Белоруссии и Смоленскую область в России.
- Среднее Поднепровье — долина Днепра от устья Десны до острова Хортица (конец Днепровских порогов). Высокие земли правого берега Среднего Поднепровья называются — Приднепровье. Занимает территории Киевской, частично Черкасской, Кировоградской, Полтавской и Днепропетровской областей. На западе граничит с Подольем, на востоке — с Слобожанщиной и Донбассом. В Днепропетровской области существует синоним названия Поднепровья-Приднепровье.
- Нижнее Поднепровье — долина Днепра от острова Хортица до Днепровского лимана. Занимает часть территории Днепропетровской, Херсонской и Запорожской областей. На западе граничит с Причерноморьем, на востоке — с Приазовьем и Крымом.